# 中臣金
中臣 金（なかとみ の かね）は、飛鳥時代の官人。旧仮名遣いでの読みは同じ。姓は連。中臣糠手子（なかとみのぬかてこ）の子であり、中臣可多能祜の孫である。鎌足の従兄弟にあたる。天智天皇、大友皇子（弘文天皇）に重臣としてつかえ、壬申の乱で敗れて処刑された。冠位は大錦上・右大臣。

## 経歴
中臣氏は神事・祭祀を司った氏族である。金も天智天皇9年（670年）に山御井の傍らで神々を祀った際祝詞を宣した。しかし、一族の指導的な存在であった藤原（中臣）鎌足の死後、一族の中心人物として急速に出世する。翌天智天皇10年（671年）1月5日には、天皇の勅命により神事を宣べると共に、同日に右大臣に任じられた。同時に大友皇子（弘文天皇）が太政大臣に、蘇我赤兄が左大臣に、蘇我果安、巨勢人、紀大人が御史大夫に任命された。このときの金の冠位は大錦上であった。
同じ年の10月に天智天皇が重病となり、大海人皇子（天武天皇）が出家して吉野に赴いたとき、中臣金は蘇我赤兄、果安と共に皇子を菟道（現宇治市）まで見送った。
11月23日、大友皇子と上記の左右大臣、御史大夫は、内裏の西殿の織物仏の前で「天皇の詔」を守ることを誓った。すなわち、大友皇子が香炉を手にして立ち、「天皇の詔を奉じる。もし違うことがあれば必ず天罰を被る」と誓った。続いて五人が順に香炉を取って立ち、「臣ら五人、殿下に従って天皇の詔を報じる。もし違うことがあれば四天王が打つ。天神地祇もまた罰する。三十三天、このことを証し知れ。子孫が絶え、家門必ず滅びることを」などと泣きながら誓った。ここでいう「天皇の詔」の内容ははっきりしないが、天智天皇の死後大友皇子を即位させることだと考えられている。同月29日に五人の臣は大友皇子を奉じて天智天皇の前で盟した。内容は不明だが、前の誓いと同じだと思われる。
大海人皇子は天武天皇元年（672年）6月に挙兵して壬申の乱を起こした。戦局が大友皇子側に不利となり、7月22日に瀬田で最後の決戦が行われたとき、中臣金は大友皇子に従って出陣した。この戦いで敗れると、金は逃げた。大友皇子は7月23日に自殺に追い込まれ、金はその後に捕らえられた。『日本書紀』は7月24日の条文で「左右大臣諸々の罪人を探り捕らえた」と記す。一か月後の8月25日に、近江国浅井郡田根（現在の滋賀県東浅井郡北部）で斬り殺された。子孫は流罪になった。

## 注
1. 1 2  旭市の内裏神社は内裏塚古墳の墳土を分祀したものと伝わり、内裏神社の近くには大塚原古墳がある。明治24年（1891年）この大塚原古墳の風雨で崩壊した部分の作業の際、若干の人骨と石棺の蓋に「連金子英勝」と刻まれているのが発見された。「連金子英勝」とは、中臣連金の子・英勝とされ、大塚原古墳は子の英勝の墓とみられている。
2. ↑  一子英勝は、大友皇子の妃・耳面刀自媛の従者として、鎌足の故地鹿島を目指し九十九里浜に上陸したが病に倒れた媛が亡くなり、匝瑳市野手には媛の墓とされる内裏塚古墳がある。英勝ら従者は、媛の御霊を弔いながらこの地で一生を終えたと伝わる。